# Polski Związek Lekarzy w Wielkiej Brytanii
Związek Lekarzy Polskich w Wielkiej Brytanii (ZLPwWB) (ang. Polish Medical Association in Great Britain, PMA GB) – organizacja zrzeszająca polskich lekarzy, stomatologów i farmaceutów pracujących na terenie Wielkiej Brytanii, założona w 1944 roku w Londynie.
Celem statutowym Związku jest rozwijanie działalności naukowo-zawodowej, społecznej i towarzyskiej, wspieranie członków w budowaniu kariery zawodowej oraz integracji z lokalnym środowiskiem medycznym.

## Historia
Związek został założony w czasach II wojny światowej przez grupę polskich lekarzy wojskowych, którzy osiedlili się w Wielkiej Brytanii po ewakuacji z Dunkierki w 1940 roku. Kluczową rolę w powstaniu Związku odegrał dr Jerzy Świętochowski (ang. George de Swiet), który dzięki swoim kontaktom zawodowym i społecznym zdobył poparcie Brytyjskiego Stowarzyszenia Medycznego (BMA). Współtworzył Związek i jako pierwszy prezes honorowy pełnił tę funkcję aż do swojej śmierci w 1951 roku.
W 1946 roku Związek posiadał pięć oddziałów w Anglii i Szkocji oraz placówki w Niemczech, Francji, Egipcie, Palestynie, Libanie, we Włoszech i w Afryce, zrzeszając łącznie około 600 członków. Organizacja była kluczowa w uznaniu kwalifikacji zawodowych polskich lekarzy w Wielkiej Brytanii, co pozwoliło im na formalną rejestrację i pracę w nowo powstałym NHS.
Współczenie związek pełni rolę w integracji polskiego środowiska medycznego w Wielkiej Brytanii, organizując spotkania naukowe i towarzyskie, które odbywają się m.in. w Instytucie Polskim i Muzeum im. gen. Władysława Sikorskiego oraz w Ognisku Polskim. Ponadto Związek wspiera swoich członków w rozwoju zawodowym oraz oferuje mentoring.

## Siedziba Związku
Siedziby Związku i miejsca spotkań zmieniały się na przestrzeni lat. Początkowo zebrania odbywały się głównie w budynku BMA oraz w budynkach londyńskich szpitali.
1944–1946: 5 Bulstrode Street, Londyn
1946–1949: 48 Wilton Crescent, Londyn SW1 – tutaj znajdowała się pierwsza polska darmowa przychodnia lekarska
1949–1986: 14 Collingham Gardens, Londyn SW5
1986  do dziś: 20 Princes Gate, Londyn SW7 (siedziba Instytutu Polskiego i Muzeum im. Gen. Sikorskiego)

## Współpraca
Związek współpracuje z innymi organizacjami polskiej diaspory, takimi jak Stowarzyszenie Techników Polskich w Wielkiej Brytanii czy Federacja Polonijnych Organizacji Medycznych.

## Prezesi Związku
Lista prezesów Związku od momentu jego powstania:
1. Dr C. Meissner
2. Dr B. Jedlewski
3. Prof J. Ruszkowski
4. Dr E. Niediwirski
5. Dr E. Fiumel
6. Dr L. Surzynski
7. Dr I. Rozbicki
8. Dr W. Falkowski
9. Dr K. Nowak
10. Dr S. Rakowicz
11. Dr P. Szlosarek
12. Dr B. Laskiewicz
13. Dr S. Rakowicz
14. Dr B. Laskiewicz
15. Dr D. Urbaniak